# Королюк Мартин
Марти́́н Королю́к (1866, Черніїв — 1928, там само) — український селянин, культурний і громадський діяч, член Української Радикальної Партії. Діяч ЗУНР. Делегат Української Національної Ради ЗУНР від Станиславівського повіту.

## Життєпис
Початкову освіту отримав у місцевій школі (може, навчався у Станиславівській гімназії[якій?]). Був «Предсідником Місцевої Шкільної Ради».
Організатор січових і просвітянських осередків по селах Станиславівського повіту, січових свят у Станиславові — 17 липня 1904 та 29 травня 1910. 1909 — кошовий міської «Січі», писарем став Ростислав Заклинський зі Станиславова. Іван Ставичний у своїх спогадах читальню, опікувану Королюком, ставив в один ряд з читальнею під орудою композитора Дениса Січинського. Повірений у справах посла до австрійського парламенту Лева Бачинського. Агітував за розвій діяльності «Сільського господаря».
В умовах відступу австрійської армії та воєнного психозу польських посадовців змушений емігрувати. Після відвороту російських військ в 1917 році повертається до села, знову обіймає війтівство. Майже 20 років був війтом Чернієва, опікувався будівництвом сільської школи — почала працю 1910 року. В часі окупації російськими військами змушено виїхав, 1918 року повернувся, посів війтівство, відразу заходився відновлювати роботу «Просвіти».
У часі ЗУНР входив до повітової господарської ради. Плідно співпрацював з Дмитром Вітовським, Йосипом Гуриком, Кирилом Трильовським. 5 квітня 1918 — член виділу відродженої Станиславівської філії «Просвіти», заступником голови став професор Юліян Чайківський. 22 вересня виступав на вічі у Станиславові щодо виділення в окремий коронний край, увійшов до складу довірочної президії, також — доктор Володимир Янович, отець Теодор Матейко. 31 жовтня після вибуху Листопадового чину він очолив Станиславівське управління селянських справ (управління залізниць — Іван Мирон, робітничих справ — Осип Устиянович, військовим командантом міста й повіту став сотник Рувин). 26 грудня 1918 р. увійшов до складу Станиславівської військової комісії. 14 квітня 1919 р. уведений до складу осіб, уповноважених впроваджувати новоприйнятий Земельний закон для Західної Області УНР.
У березні 1921 р. за польської влади йому вдалося провести Шевченківські дні в Чернієві «з синьо-жовтими стяжками» (квітневе число «Українського життя» за 1921 рік, Свята в 60-ліття смерти Шевченка. Чернїв (Панахида за померлих Героїв — Шевченкове свято в школі).
Будучи тяжкохворим, до 1928 року мав на піклуванні справи громади.
Похований на цвинтарі в Чернієві. 

## Вшанування
28 жовтня 2018 року в Чернієві відбулось урочисте відкриття та освячення пам'ятної дошки Мартинові Королюку,

## Витоки
- Визвольні змагання [Архівовано 3 грудня 2013 у Wayback Machine.]
- Лицар Чину [Архівовано 8 березня 2016 у Wayback Machine.]
- Олег Павлишин. Селяни / СОЦІАЛЬНО-ПОЛІТИЧНИЙ ПОРТРЕТ УКРАЇНСЬКОГО ПРОВОДУ ГАЛИЧИНИ ТА БУКОВИНИ В РЕВОЛЮЦІЇ 1918—1919 РОКІВ.

| українська персоналія | Це незавершена стаття про особу, що має стосунок до України. Ви можете допомогти проєкту, виправивши або дописавши її. |